# Radio Deejay
Radio DeeJay ist ein 1982 gegründeter italienischer Radiosender aus Mailand. Der Sender gehört zum Medienunternehmen Gruppo Editoriale L’Espresso und Discovery Italia.

## Geschichte
Sendestart war am 1. Februar 1982 in Mailand. Gegründet wurde der Sender von Claudio Cecchetto als Nachfolger für Radio Music 100 gemeinsam mit seinen Partnern Massimo Carpani, Pippo Ingrosso und Valerio Gallorini.
Nachdem der Sender zuerst in einem Apartment in der Via Franchetti untergebracht war, zog die Station 1984 an ihren jetzigen Standort in der Via Massena in Mailand.
Zu Beginn konzentrierte sich der Sender bei der Musikauswahl auf New Wave. Die erste Sendung war ein Interview von Claudio Cecchetto mit Larry Hagman (dem Bösewicht aus Dallas), die ersten DJ waren Ronnie Hanson (auf Englisch) und Gerry Scotti.
Schon bald erhielt man positive Kritiken aus den Regionen Norditaliens, in denen das Programm ausgestrahlt wurde. Nationale Bekanntheit erlangte Radio Deejay dank der 80er-Jahre-Fernsehsendung DeeJay Television, die ebenfalls aus der Feder von Claudio Cecchetto stammte. So wurde die Ausstrahlung 1988 unter dem Namen Deejay Network auf ganz Italien ausgeweitet.
1989 übernahm die Gruppo Editoriale L’Espresso den Sender, schloss ihn mit Eleradio zur Erre D.J. srl zusammen und übernahm dabei Anteile von Cecchetto und Gallorini. Im November 1994 übernahm die Gruppe dann die verbleibenden Anteile von Claudio Cecchetto, der damals mit seinem anderen Projekt, Radio Capital – das später ebenfalls von der Espresso Gruppe übernommen wurde – sehr beschäftigt war. Dadurch ist die Gruppe nun über ihre Tochterfirma Elemedia im vollständigen Besitz aller Anteile an Radio Deejay.
Seit 1996 ist der bekannte italienische DJ Linus künstlerischer Leiter des Senders.

## Sonstiges
- Dank einer Sendeanlage in Tarvisio an der Grenze zu Österreich ist man auch in Teilen von Kärnten zu empfangen
- 2001 wurde als Ableger der Fernsehsender DeeJay TV gegründet.